# Meatspace
Meatspace – przeciwieństwo cyberprzestrzeni lub rzeczywistości wirtualnej, jest synonimem prawdziwego świata lub życia. Termin jest rzadko używany w mowie i tekstach polskojęzycznych. Zbliżonym znaczeniowo polskim odpowiednikiem pojęcia jest real.
Dosłownie oznacza „mięso-przestrzeń” (ang. meat „mięso”, space „przestrzeń”), co ma podkreślać popularne w cyberpunkowych kręgach pojmowanie ciała jako wyłącznie mięso. Tak jak swoje przeciwieństwo, pojawił się po raz pierwszy w twórczości Williama Gibsona.